# Colfax County, Nebraska
Colfax County är ett administrativt område i delstaten Nebraska, USA, med 10 515 invånare. Den administrativa huvudorten (county seat) är Schuyler. 

## Geografi
Enligt United States Census Bureau har countyt en total area på 1 084 km². 1 070 km² av den arean är land och 14 km² är vatten.

### Angränsande countyn
- Dodge County - öst
- Butler County - syd
- Platte County - väst
- Stanton County - nord
- Cuming County - nordost

### Orter
- Clarkson
- Howells
- Leigh
- Richland
- Rogers
- Schuyler (huvudort)